# González de León
González de León es una localidad del estado mexicano de Chiapas. Es parte del municipio de Las Margaritas.

## Demografía
| Gráfica de evolución demográfica |
|                                  |

| Censo | Población |
| ----- | --------- |
| 1950  | 135       |
| 1960  | 177       |
| 1970  | 230       |
| 1980  | 372       |
| 1990  | 516       |
| 2000  | 726       |
| 2010  | 970       |
| 2020  | 1 218     |